# Крубін (Ґостинінський повіт)
Крубін (пол. Krubin) — село в Польщі, у гміні Санники Ґостинінського повіту Мазовецького воєводства.
Населення — 251 особа (2011).
У 1975—1998 роках село належало до Плоцького воєводства.

## Демографія
Демографічна структура станом на 31 березня 2011 року:
|          | Загалом | Допрацездатний вік | Працездатний вік | Постпрацездатний вік |
| -------- | ------- | ------------------ | ---------------- | -------------------- |
| Чоловіки | 123     | 25                 | 83               | 15                   |
| Жінки    | 128     | 29                 | 63               | 36                   |
| Разом    | 251     | 54                 | 146              | 51                   |